# Doktor Dolittle (film, 1967)

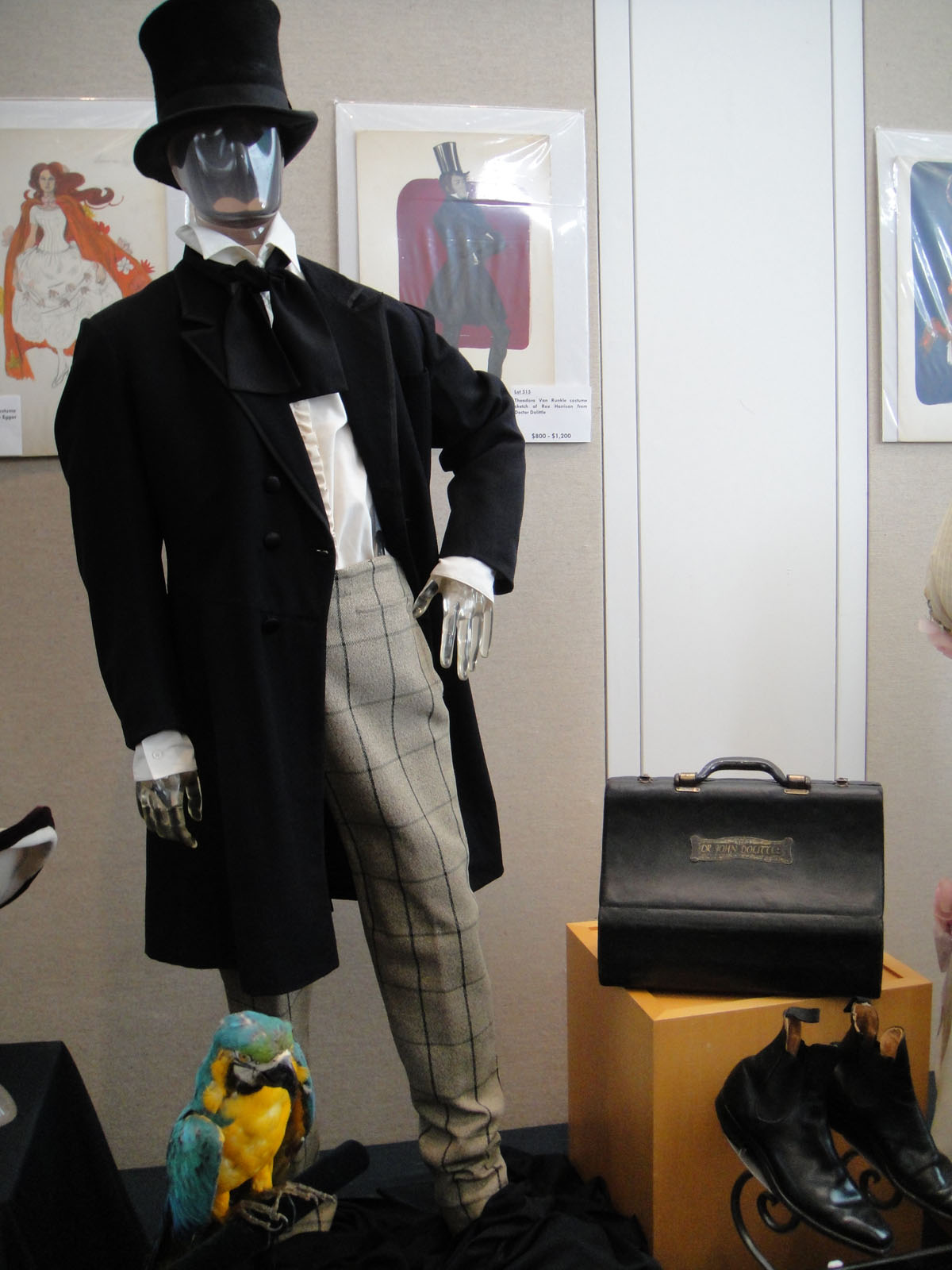
Rex Harrisons kostym från filmen.

Dr. Dolittle är en amerikansk musikalfilm från 1967 i regi av Richard Fleischer. I huvudrollerna ses Rex Harrison, Samantha Eggar, Anthony Newley och Richard Attenborough. Filmen är baserad på Hugh Loftings barnbok om veterinären doktor Dolittle som kan tala med djur.

## Om filmen
Leslie Bricusse skrev den glada och medryckande musiken, bland annat "My Friend The Doctor", "If I Could Talk To The Animals" och "Fabulous Places".
Filmen blev mycket dyr att spela in och filmbolaget 20th Century Fox höll på att gå i konkurs på grund av de dyra inspelningskostnaderna.
Dr. Dolittle vann två Oscars vid Oscarsgalan 1968: bästa specialeffekter och bästa sång för "Talk to the Animals". Den vann även en Golden Globe: bästa manliga biroll i en spelfilm (Richard Attenborough).
År 1998 kom en ny film om Dr. Dolittle, denna gång med Eddie Murphy i huvudrollen.

## Rollista i urval
- Rex Harrison - Doktor John Dolittle
- Samantha Eggar - Emma Fairfax
- Anthony Newley - Matthew Mugg
- Richard Attenborough - Albert Blossom
- Peter Bull - General Bellowes
- Muriel Landers - fru Blossom
- William Dix - Tommy Stubbins
- Geoffrey Holder - William Shakespeare X
- Portia Nelson - Sarah Dolittle
- Norma Varden - Lady Petherington
- Ginny Tyler - Polynesia (röst)